# Simon d'Entremont
Pour les articles homonymes, voir Entremont.
Simon d'Entremont, né le 28 octobre 1788 à Pubnico-Ouest en Nouvelle-Écosse et mort le 6 septembre 1886 à Pubnico-Est, est un homme politique canadien.

## Biographie
Troisième enfant de Bénoni d'Entremont et d'Anne-Marguerite Pothier, Simon d'Entremont naît à Pubnico-Ouest, dans le comté de Yarmouth le 28 octobre 1788. Il épouse Elisabeth Larkin en 1810 et le couple s'installe à Pubnico-Est. Elisabeth étant décédée en donnant naissance à leur neuvième enfant, d'Entremont épouse en secondes noces Elisabeth Thériault. Neuf autres enfants naîtrons de ce second mariage.
Élu député de la circonscription d'Argyle en 1836, d'Entremont est le premier acadien à siéger à l'Assemblée législative de la Nouvelle-Écosse, et probablement le premier acadien à siéger à une assemblée législative au Canada.
Selon Pascal Poirier, on aurait demandé à Simon d'Entremont, au moment de l'ouverture de la 15e Assemblée législative de la Nouvelle-Écosse, en janvier 1837, de prêter le serment du test. D’Entremont, après avoir lu le texte du serment à prêter, aurait dit : « Vous pouvez remporter votre document [...] J’avalerais plutôt un chien de mer, la queue la première, que de jurer ça ». D'Entremont savait que l'obligation de prêter ce serment avait été abolie huit ans auparavant par le parlement de Grande-Bretagne et qu’il avait le droit de refuser de prêter ce serment. On lui permit alors de prendre son siège après lui avoir fait prêter un simple serment de fidélité aux lois du pays. Simon d'Entremont a ainsi été considéré comme un symbole des libertés religieuses. Il a représenté la circonscription d'Argyle à l'Assemblée législative de la Nouvelle-Écosse de 1836 à 1840.
Nommé juge de paix du comté de Yarmouth en 1838, Simon d'Entremont continua d'occuper ce poste après avoir été défait aux élections provinciales de 1840. Il fut également officier de douane pour les ports d’Argyle de 1854 à 1864.
Simon d'Entremont est mort à Pubnico-Est en 1886 à l'âge de 97 ans.